# راهزنی

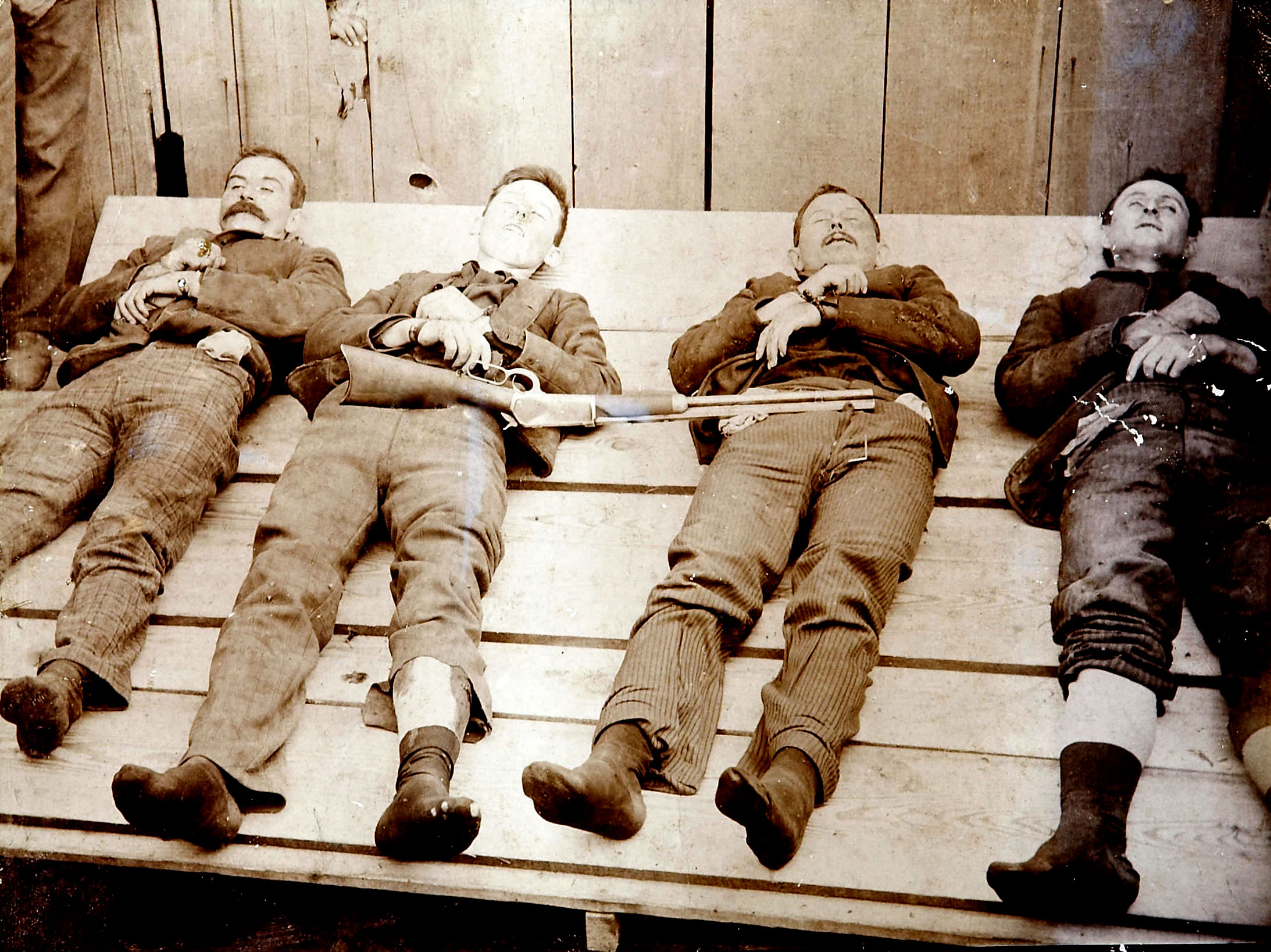
اعضای گروهِ برادران دالتون پس از نبرد کافی ویل در سال ۱۸۹۲. از چپ به راست: بیل پاور، باب دالتون (یاغی)، گرت دالتون و دیک برادول.

راهزنی به زندگی و رویهٔ یک راهزن گفته می‌شود. راهزن به یک غارتگر از جان گذشته و یاغی گفته می‌شود. در گذشته، یک راهزن معمولاً به اعضای باندهای سازمان یافته که مناطق کوهستانی ایتالیا، سیسیل، اسپانیا، یونان و ترکیه را مورد هجوم قرار می‌دادند گفته می‌شد. در استفاده‌های جدید از این واژه، راهزن ممکن است به عنوان مترادف برای گانگستر نیز استفاده شود.

## سرچشمه و منابع
- Billingsley، Phil (۱۹۹۸). Bandits in Republican China. Stanford University Press. ص. ۱. شابک ۰-۸۰۴۷-۱۴۰۶-۱.
- «bandit, n٫». Oxford English Dictionady (ویراست Second online version). Oxford University Press. ۱۹۸۹. دریافت‌شده در ۲۰ فوریه ۲۰۱۱. Earlier version first published in New English Dictionary, 1885. (نیازمند آبونمان)
- Ruggiero، Guido (۲۰۰۶). A Companion to the Worlds of the Renaissance. Wiley-Blackwell. ص. ۱۴۳. شابک ۱-۴۰۵۱-۵۷۸۳-۶.